# Lipůvka
Lipůvka település Csehországban, a Blanskói járásban. Lipůvka Šebrov-Kateřina, Svinošice, Černá Hora, Milonice, Blansko, Kuřim, Malhostovice és Lažany településekkel határos. Lakosainak száma 1486 fő (2024. január 1.).

## Népesség
A település lakosságának változását az alábbi diagram mutatja:
| Lakosok száma | 533  | 634  | 726  | 775  | 953  | 1244 | 1282 | 1302 | 1461 | 1486 |
|               | 1869 | 1900 | 1921 | 1961 | 1980 | 2011 | 2016 | 2019 | 2021 | 2024 |